# Antrona Schieranco

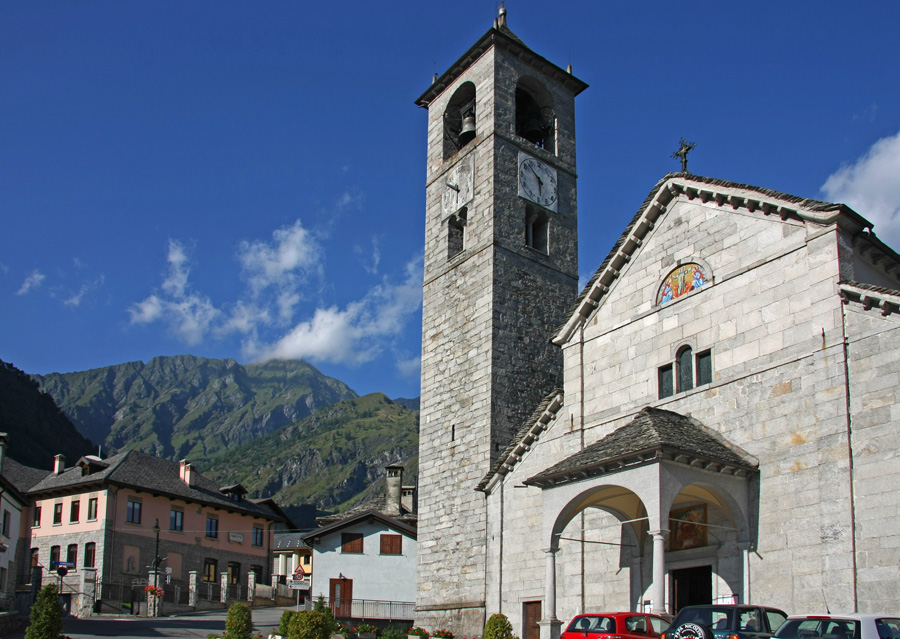
Pfarrkirche San Lorenzo in Antronapiana

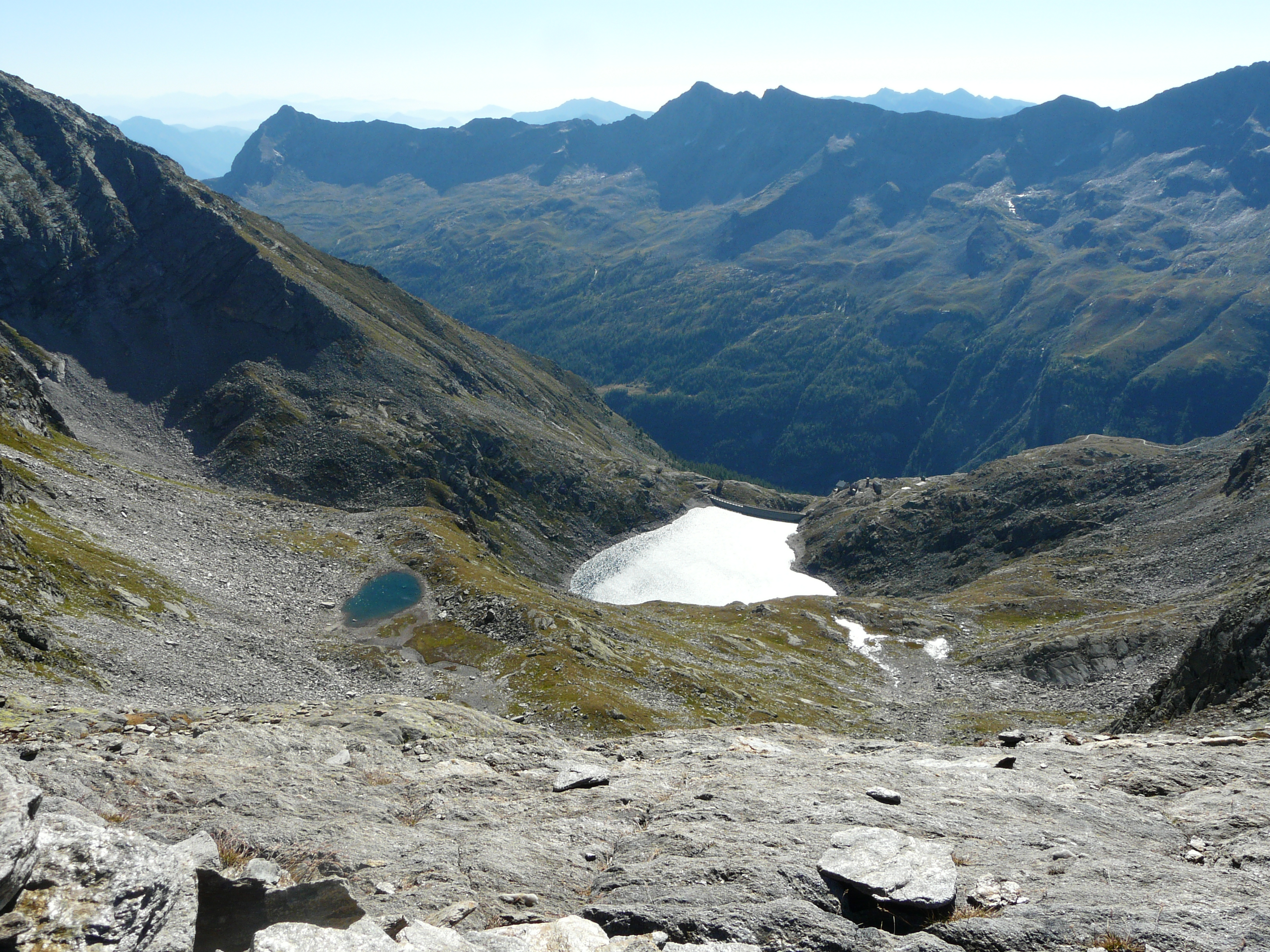
Antronapass, Stausee Cignino

Antrona Schieranco (lombardisch Antruna-S'ceranch) ist eine Gemeinde in der italienischen Provinz Verbano-Cusio-Ossola (VB) in der Region Piemont.

## Lage und Einwohner
Antrona Schieranco liegt rund 50 km nordwestlich von der Provinzhauptstadt Verbania im Valle Antrona. Die Gemeinde umfasst eine Fläche von 100 km² und hat 398 Einwohner (Stand 31. Dezember 2023). Zu Antrona Schieranco gehören die Fraktionen San Pietro, Pra Bernardo Inferiore und Superiore, Schieranco, Locasca, Rovesca und Antronapiana.
Die Nachbargemeinden sind Bognanco, Calasca-Castiglione, Ceppo Morelli, Montescheno, Vanzone con San Carlo und Viganella.

## Geschichte
Die Anwesenheit von menschlichen Siedlungen in Antrona Piana ist aus dem 13. und 14. Jahrhundert belegt, aber es gibt Hinweise auf ältere Ursprünge. Die besondere Lage an der alten Straße, die die Ossolatal mit dem Saastal im angrenzenden Wallis verband, machte Antrona Piana zu einem wichtigen Zentrum bis 1700, als die Bevölkerung 1650 Einwohner erreichte.
Der Erdrutsch vom  27. Juli 1642 hatte einen enormem Ausmaß auch auf die Landschaft. Der Abrutsch fand von der Seite des Monte Pozzuoli aus statt und zerstörte nach einem Fall von 1000 Metern einen Teil des Dorfes. Einige Chroniken der Zeit schätzten die Anzahl der Opfer auf 95, andere erwähnten 150. Die Anzahl der verschüttenen Häuser betrug etwa 40. Der Antrona-See (Lago di Antrona) wurde durch diesen gewaltigen Erdrutsch gebildet. Im gesamten rutschten 12 Millionen Kubikmeter Fels in das Tal und bedeckten die Ebene auf einer Länge von über 2 Kilometern.

## Sehenswürdigkeiten
- Pfarrkirche San Lorenzokurz erbaut nach dem Erdrutsch von 1642 als Erweiterung des kleinen Oratoriums von San Rocco, das vom Erdrutsch verschont blieb. Das Gebäude besteht aus drei Schiffen, die durch Säulen getrennt sind und von gewölbten Decken bedeckt sind. Die zarte Vorhalle, auf der das Datum der Fertigstellung des Tempels, 1685, eingraviert ist, steht im Kontrast zur Strenge der Fassade. Neben der Kirche steht der Glockenturm, dessen Bau 1653 begann und 1660 endete. Im Inneren sind die vergoldeten Holzaltäre das Werk des Bildhauers und Schnitzers Giulio Guaglio aus Laino.
- Oratorium San Bernardo erbaut um 1650 im Ortschaft Cheggio, war zwischen 1702 und 1703 von Bildhauer Giulio Guaglio geschmückt.
- Oratorium San Gottardo wurde 1627 im Weiler Rovesca erbaut, die Fassade zeigt ein riesiges Christophorusporträt aus dem Jahr 1669, in der Kirche stammt der Altar von Albasino da Vanzone aus dem Jahr 1740.
- Kirche San Pietro im gleichnamigen Weiler, der Hauptdorf der unterdrückten Gemeinde Schieranco. Auch dieses Gebäude entstand aus einem katastrophalen Ereignis: 1640 hatte eine Überschwemmung die vorherige Kirche zerstört, was die Bewohner zwang, ein neues Gebäude zu bauen. Die Kirche San Pietro wurde 1662 fertiggestellt. Die Fassade besteht aus einer Rosette und einem Portal im romanischen Stil, ein Werk des Architekten Giannino Ferrini. Der Umfang des Kirchhofes wird von den Kapellen der Kreuzweg mit Darstellungen aus dem 19. Jahrhundert flankiert.

## Unternehmungen
Die Wirtschaft des Tals ist hauptsächlich pastoral; die einzige industrielle Aktivität ist die Wasserkraft. Die Vielfalt der Landschaft und die Anwesenheit von Seen natürlichen und künstlichen Ursprungs machen den Ort zu einem interessanten naturalistischen Ziel.

### Die Gold- und Silberminen
Der Ruhm der Gemeinde war in der Vergangenheit mit der Existenz von Gold- und Silberbergwerken verbunden, die in der zweiten Hälfte des 18. Jahrhunderts ausgebeutet und von dem Ökonomen Melchiorre Gioja in seinen statistisch-ökonomischen Studien über das Departement Agogna dokumentiert wurden. Die Minen blieben bis 1946 in Betrieb und wurden seit Ende des 19. Jahrhunderts von englischen und französischen Unternehmen im Rahmen von Konzessionen verwaltet.